# Municipio de Hollow
El municipio de Hollow (en inglés: Hollow Township) es un municipio ubicado en el  condado de Bladen en el estado estadounidense de Carolina del Norte. En el año 2000 tenía una población de 1.902 habitantes.

## Geografía
El municipio de Hollow se encuentra ubicado en las coordenadas 34°46′34.29″N 78°49′34.8″O / 34.7761917, -78.826333.